# Proprioseiopsis missouriensis
Proprioseiopsis missouriensis är en spindeldjursart som beskrevs av Poe 1970. Proprioseiopsis missouriensis ingår i släktet Proprioseiopsis och familjen Phytoseiidae. Inga underarter finns listade i Catalogue of Life.